# Ptilocaulis epakros
Ptilocaulis epakros är en svampdjursart som beskrevs av Hooper och Claude Lévi 1993. Ptilocaulis epakros ingår i släktet Ptilocaulis och familjen Axinellidae.
Artens utbredningsområde är havet kring Nya Kaledonien. Inga underarter finns listade i Catalogue of Life.